# Alsóújlak
Alsóújlak é um município da Hungria, situado no condado de Vas. Tem 21,02 km² de área e sua população em 2015 foi estimada em 594 habitantes.